# Dasychira lulua
Dasychira lulua är en fjärilsart som beskrevs av Collenette 1937. Dasychira lulua ingår i släktet Dasychira och familjen tofsspinnare. Inga underarter finns listade i Catalogue of Life.